# 虎俠殲仇
《虎侠歼仇》（英語：Tiger Boy）是1966年张彻执导的香港武侠题材电影，由秦萍、王羽等人领衔主演，该电影主要讲述一个人在报仇中遇到了一个和他有相同仇人的女子，并且二人决定一起报仇的故事。电影也是王羽参演的第一部作品。

## 劇情簡介
有一个少年在给父亲报仇的时候，意外的遇到了一个女子，后通过多日的相处后，发现二人居然有一样的仇人，并且二人对彼此还心生情愫。
随后为了能击败仇人，这位少年决定在仇人开宴会的时候动手，不过令他没料到的是，让他有好感的人居然为了给他探听一些消息以及一些其他原因而决定主动接近仇人……

## 演员
- 秦萍
- 罗烈
- 王羽
- 郑雷
- 杜娟
- 周龙章
- 李允中
- 午马
- 谷峰
- 赵明

## 其他
- 该电影是邵氏公司给张彻的试验作。[4]
- 王羽为了适应该角色，于是经常苦练电影中出现的动作。

## 相關連結
- 香港影庫上《虎俠殲仇》的資料（繁體中文）
- 豆瓣电影上《虎俠殲仇》的資料 （简体中文）
- 互联网电影数据库（IMDb）上《虎俠殲仇》的资料（英文）
- mydramalist链接
- 腾讯链接 （页面存档备份，存于）